# Лангенталь (хокейний клуб)
ХК «Лангенталь» (нім. Schlittschuh-Club Langenthal) — хокейний клуб з міста Лангенталь, Швейцарія. Заснований у 1946 році. Виступає у чемпіонаті Національної ліги B з 2002 року. Домашні ігри команда проводить на «Айсгалле Шорен» (4,800).

## Історія
У сезоні 2001/02, ХК «Лангенталь» переміг в аматорському чемпіонаті Швейцарії та вийшов до Національної ліги B, в якій виступає з того часу. У сезоні 2002/03 команда фінішувала на десятому місці. У наступному сезоні команда займає дев′яту сходинку. В сезоні 2004/05 ХК «Лангенталь» виходить вперше до плей-оф, посівши 4 місце після регулярного чемпіонату. У чвертьфіналі переграли в серії ХК «Вісп» 4:3 (5:3, 3:0, 2:5, 1:5, 2:5, 7:1, 6:4) та поступились у півфіналі ХК «Базель» 0:4 (0:4, 3:5, 1:4, 1:8).
У сезоні 2005/06, ХК «Лангенталь» здивував, як суперників так і спеціалістів. Протягом довгого часу він був на чолі турнірної таблиці, але його обійшли наприкінці регулярного чемпіонату ХК «Біль» та ХК «Сьєр», залишивши ХК «Лангенталь» на третьому місці. Жовто-сині, в чвертьфінальній серії переграли ЕХК «Кур» 4:1 (3:2 ОТ, 3:4, 6:1, 5:4, 5:3), у півфіналі програли ХК «Сьєр» 3:4 (2:4, 3:4, 6:2, 5:3, 7:5, 1:2, 1:4). Сезон 2006/07, лангентальці завершили першими після регулярного чемпіонату, але в раунді плей-оф у чвертьфіналі поступились ГСК Лайонс 2:4 (3:7; 1:4; 2:4; 4:3 ОТ; 3:1; 2:3). 
Треба відзначити, що порівнюючи бюджет клубу 2001/02 років з бюджетом 2007/08 років, то він збільшився на 0,7 млн. швейцарських франків і досяг 3'500'000.
Регулярний чемпіонат сезону 2007/08 жовто-сині завершили на шостому місці. В плей-оф їх противником став клуб ХК «Ла Шо-де-Фон», який в регулярці став 3-м. ХК «Лангенталь» програв серію 0:4 (2:4, 3:4, 1:2, 3:4). У наступному сезоні 2008/09 лангентальці (7 місце за підсумками регулярного чемпіонату) у чвертьфіналі знову поступились ХК «Ла Шо-де-Фон» 1:4 (0:3, 4:1, 0:4, 3:6, 5:6Б).
У сезоні 2009/10 жовто-сині знову зайняли 7-е місце, в серії плей-оф їх суперником став ХК «Ольтен». Ця суперечка стартувала 21 лютого 2010 з виграшу ХК «Ольтен» 2:3 в додатковий час, головну роль в команді суперників відіграли легіонери Брент Келлі і Джефф Кемпбелл та швейцарець Матіас Бреггер в наступному сезоні укладуть контракт з ХК «Лангенталь». Інші результати: 5:7, 4:2, 2:3, 3:1, 1:0 ОТ та 0:2.
З 2008 по 2010 в складі команди виступав канадець українського походження Майк Манелюк.
Сезон 2010/11 жовто-сині зайняли 4 місце, в плей-оф поступились ХК «Вісп» 2:4 (2:4, 3:4, 5:2, 3:4, 10:4, 1:6).
У сезоні 2011/12 років, ХК «Лангенталь» вперше в історії клубу став чемпіоном НЛВ. Після регулярного чемпіонату вони біли другими услід за ХК «Лозанна». У чвертьфіналі плей-оф завдали поразки в серії ХК «Базель» 4:0 перемоги і вийшли вперше за останні шість років у півфінал, в якому перемогають ХК «Ла Шо-де-Фон» 4:3. Вирішальний сьомий матч виграли  на власній арені у присутності 3'741 глядачів та завдяки шайбам Ноеля Гуяц і Джеффа Кемпбелла 2:1. У фіналі, жовто-сині зустрілись з ХК «Лозанна». Після двох поразок на старті вони виявилися найкращими у серії з семи матчів та перемогли 4:2. У кваліфікації за вихід до НЛА лангентальці зустрілись з ХК Амбрі-Піотта, але зазнали поразки в серії 1:4.
У сезоні 2012/13 років, ХК «Лангенталь» зайняв 2-е місце в регулярному чемпіонаті пропустивши вперед ХК «Ажуа». У плей-оф перемогли ГСК Лайонс 4:0. У півфінальній серії зазнали поразки від ХК «Ольтен» 2:4.
У сезоні 2016/17 клуб став переможцем НЛБ здобувши перемогу в серії над Рапперсвіль-Йона Лейкерс 4:3.